# Los Angeles Film Critics Association Award al miglior film
Il Los Angeles Film Critics Association Award al miglior film (Los Angeles Film Critics Association Award for Best Picture) è un premio assegnato annualmente dai membri del Los Angeles Film Critics Association al miglior film distribuito negli Stati Uniti nel corso dell'anno.

## Albo d'oro

### Anni 1970
- 1975: 
  - Quel pomeriggio di un giorno da cani (Dog Day Afternoon), regia di Sidney Lumet
  - Qualcuno volò sul nido del cuculo (One Flew Over the Cuckoo's Nest), regia di Miloš Forman
- 1976: Quinto potere (Network), regia di Sidney Lumet ex aequo Rocky (Rocky), regia di John G. Avildsen
- 1977: Guerre stellari (Star Wars), regia di George Lucas
- 1978: Tornando a casa (Coming Home), regia di Hal Ashby
- 1979: Kramer contro Kramer (Kramer vs. Kramer), regia di Robert Benton

### Anni 1980
- 1980: Toro scatenato (Raging Bull), regia di Martin Scorsese
- 1981: Atlantic City, U.S.A. (Atlantic City), regia di Louis Malle
- 1982: E.T. l'extra-terrestre (E.T. the Extra-Terrestrial), regia di Steven Spielberg
- 1983: Voglia di tenerezza (Terms of Endearment), regia di James L. Brooks
- 1984: Amadeus (Amadeus), regia di Miloš Forman
- 1985: Brazil (Brazil), regia di Terry Gilliam
- 1986: Hannah e le sue sorelle (Hannah and Her Sisters), regia di Woody Allen
- 1987: Anni '40 (Hope and Glory), regia di John Boorman
- 1988: Little Dorrit (Little Dorrit), regia di Christine Edzard
- 1989: Fa' la cosa giusta (Do the Right Thing), regia di Spike Lee

### Anni 1990
- 1990: Quei bravi ragazzi (Goodfellas), regia di Martin Scorsese
- 1991: Bugsy (Bugsy), regia di Barry Levinson
- 1992: Gli spietati (Unforgiven), regia di Clint Eastwood
- 1993: Schindler's List - La lista di Schindler (Schindler's List), regia di Steven Spielberg
- 1994: Pulp Fiction (Pulp Fiction), regia di Quentin Tarantino
- 1995: Via da Las Vegas (Leaving Las Vegas), regia di Mike Figgis
- 1996: Segreti e bugie (Secrets & Lies), regia di Mike Leigh
- 1997: L.A. Confidential (L.A. Confidential), regia di Curtis Hanson
- 1998: Salvate il soldato Ryan (Saving Private Ryan), regia di Steven Spielberg
- 1999: Insider - Dietro la verità (The Insider), regia di Michael Mann

### Anni 2000
- 2000: La tigre e il dragone (Wo hu cang long), regia di Ang Lee
- 2001: In the Bedroom, regia di Todd Field
- 2002: A proposito di Schmidt (About Schmidt), regia di Alexander Payne
- 2003: American Splendor (American Splendor), regia di Shari Springer Berman e Robert Pulcini
- 2004: Sideways - In viaggio con Jack (Sideways), regia di Alexander Payne
- 2005: I segreti di Brokeback Mountain (Brokeback Mountain), regia di Ang Lee
- 2006: Lettere da Iwo Jima (Letters from Iwo Jima), regia di Clint Eastwood
- 2007: Il petroliere (There Will Be Blood), regia di Paul Thomas Anderson
- 2008: WALL•E (WALL•E), regia di Andrew Stanton
- 2009: The Hurt Locker, regia di Kathryn Bigelow

### Anni 2010
- 2010: The Social Network, regia di David Fincher
- 2011: Paradiso amaro (The Descendants), regia di Alexander Payne
- 2012: Amour, regia di Michael Haneke
- 2013: 
  - Gravity, regia di Alfonso Cuarón
  - Lei (Her), regia di Spike Jonze
- 2014: Boyhood, regia di Richard Linklater
- 2015: Il caso Spotlight (Spotlight), regia di Tom McCarthy
- 2016: Moonlight, regia di Barry Jenkins
- 2017: Chiamami col tuo nome (Call Me by Your Name), regia di Luca Guadagnino
- 2018: Roma, regia di Alfonso Cuarón[1][2]
- 2019: Parasite (Ginsaenchung), regia di Bong Joon-ho[3]

### Anni 2020
- 2020: Small Axe, regia di Steve McQueen[4]
- 2021: Drive My Car (Doraibu mai kā), regia di Ryūsuke Hamaguchi[5]